# Aurora Venturini
Aurora Venturini (La Plata, 20 de diciembre de 1921-Buenos Aires, 24 de noviembre de 2015) fue una escritora, docente y traductora argentina. Autora de novelas, libros de cuentos y poemarios, fue esposa del historiador Fermín Chávez, amiga de la política Eva Perón y de los intelectuales Jean-Paul Sartre, Simone de Beauvoir y Albert Camus, y tradujo trabajos críticos de poetas como Isidore Ducasse, François Villon y Arthur Rimbaud. En 2007, a los 85 años, obtuvo el Premio Nueva Novela Página/12 por su sexta novela, Las primas (2007).

## Biografía

### Primeros años y formación
Aurora Venturini nació el 20 de diciembre del año 1921 en la ciudad de La Plata, provincia de Buenos Aires, Argentina. Sus padres fueron Juan Venturini y Ofelia Melo. Tuvo dos hermanas, llamadas Ángela y Ofelia. Cursó su educación primaria en la Escuela Número 42 de ciudad de La Plata y finalizó su educación secundaria en la Escuela Normal Superior Número 1 "Mary O. Graham", también de La Plata. Se graduó como profesora de Filosofía y Ciencias de la Educación en la Facultad de Humanidades y Ciencias de la Universidad Nacional de La Plata. Trabajó como asesora en el Instituto de Psicología y Reeducación del Menor, donde conoció a Eva Perón, quien fue su amiga íntima y compañera de trabajo.

### Trayectoria literaria y exilio

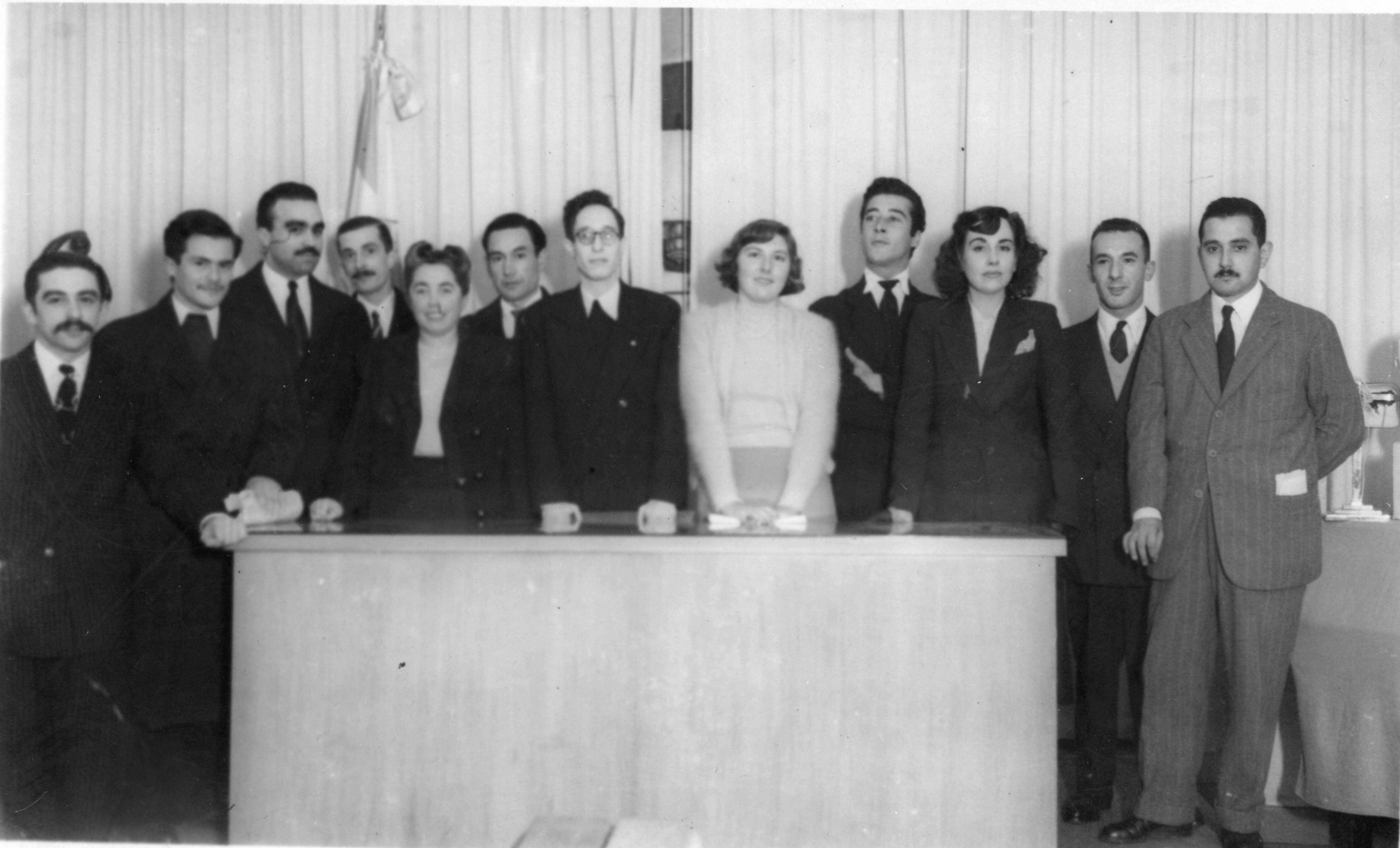
Venturini (tercera desde la derecha) junto a otros escritores del sello Ediciones del Bosque (1950).

En 1948 Venturini recibió de manos de Jorge Luis Borges el Premio Iniciación por su poemario El solitario. Ese mismo año, además, formó parte de la creación del sello editorial Ediciones del Bosque, junto a la escritora María Dhialma Tiberti y otros escritores platenses. En la primera década de los años cincuenta, varios de sus poemas fueron publicados en el diario El Día.
Después del golpe de Estado de 1955 en Argentina, se exilió en Europa, donde estudió psicología en la Universidad de París y vivió en compañía de Violette Leduc, además de tener amistad con Jean-Paul Sartre, Simone de Beauvoir, Albert Camus, Eugène Ionesco, Juliette Gréco y, en Sicilia, con Salvatore Quasimodo.
La escritora contrajo matrimonio una primera vez con el juez Eduardo Varela, y una segunda con el historiador y escritor Fermín Chávez. Durante su estadía en Europa, realizó traducciones de trabajos críticos sobre poetas como Isidore Ducasse, Conde de Lautréamont, François Villon y Arthur Rimbaud, por las que recibió la condecoración de la Cruz de Hierro otorgada por el gobierno francés.

### Publicación deLas primasy últimos años
De regreso a la Argentina, Venturini fue profesora de filosofía en la Escuela Normal Antonio Mentruyt de la ciudad de Banfield. En el año 2007 presentó su sexta novela, Las primas, bajo el seudónimo de Beatriz Portinari al Premio de Nueva Novela Página/12, el cual ganó. El diario responsable del concurso, publicó el texto ese mismo año, y su jurado, conformado por Juan Ignacio Boido, Juan Forn, Rodrigo Fresán, Alan Pauls, Sandra Russo, Guillermo Saccomanno y Juan Sasturain, llamó a la obra «única, extrema, de una originalidad desconcertante, que obliga al lector a hacerse muchas de las preguntas que los libros suelen ignorar o mantener cuidadosamente en silencio». En diciembre del año 2010 la edición española de la novela fue votada como el mejor libro en español editado en España durante 2009, recibiendo así el II Premio Otras Voces, Otros Ámbitos.
Tras el éxito de crítica de Las primas, el cual le valió su consolidación como escritora y amplió la difusión de su obra, la escritora concretó un contrato con el sello Mondadori y reeditó el libro de cuentos El marido de mi madrastra (2012), las novelas Las primas y Nosotros, los Caserta (1992)  Publicó Los rieles (2013) y Eva. Alfa y Omega (2014). En el año 2015 publicó su último libro en vida, Cuentos secretos.
Venturini falleció el 24 de noviembre de 2015 en la ciudad de Buenos Aires, a los 93 años de edad. Cinco años después de su fallecimiento, en el año 2020 y junto a una reedición de Las primas, la escritora Liliana Viola, su heredera y albacea literaria, publicó bajo el sello editorial Tusquets una continuación de esta última novela, titulada Las amigas. Asimismo, en el año 2021 se reeditaron los libros de cuentos El marido de mi madrasta y Cuentos secretos, mientras que en 2022 se reeditó la novela Eva. Alfa y Omega. En 2023, Viola publicó Esta no soy yo, biografía de la autora.

## Estilo

### Escritura
La escritura de Venturini ha sido catalogada de «espesa, abrumadora y compulsiva», además de «deforme y lúdica», según Mariana Enríquez. Liliana Viola, su albacea literaria, la llamó «completamente marginal respecto de lo que se supone que es o debe ser la literatura», señalando lo próxima que está «del error» más que «de la sofisticación». La escritora, además, destacó la utilización por parte de Venturini de palabras antiguas y la presencia de una «ideología confusa».
Es notable la sintaxis radical de ciertas novelas o cuentos, en donde la puntuación es a veces ignorada por «cansar». Al respecto, la propia autora dijo: «Si pongo el signo se me va la idea».

### Temas y personajes
Un núcleo temático recurrente en la obra de Venturini es la familia, que suele aparecer como «dislocada» y «monstruosa». De esto último, la autora dijo: «Yo no soy muy familiera, nunca fui, pero siempre acabo escribiendo sobre mi familia, o sobre familias. [...] Mi familia era muy monstruosa. Es lo que conozco».
Son temáticas igual de importantes los «personajes dobles» o «con dobleces», la sexualidad «como encontronazo» y las consecuencias «sórdidas» de las relaciones amorosas. En menor medida pueden notarse temáticas sociales, como el aborto o la homosexualidad. Sus personajes suelen estar basados en personas reales; son fundamentalmente siempre los mismos y habitan el mismo escenario, la ciudad de La Plata.

## Obra

### Novela
- Pogrom del cabecita negra (1969)
- Las Marías de Los Toldos (1991)
- Nosotros, los Caserta (1992)
- Me moriré en París, con aguacero (1998)
- Bruna Maura-Maura Bruna (2006, Nueva Generación)
- Las primas (2007, Página/12)
- Los rieles (2013, Mondadori)
- Eva. Alfa y Omega (2014, Sudamericana)
- Las amigas (2020, Tusquets Editores)

### Cuento
- Cuadernos de Angelina (1963, Ed. Municipalidad de La Plata)
- Carta a Zoraida (1964, Colombo)
- Jovita la osa y otros cuentos (1974, Peña Lillo)
- Hadas, brujas y señoritas (1997, Editorial Theoría)
- Alma y Sebastián (2001, Nueva Generación)
- El marido de mi madrastra (2012, Mondadori)
- Cuentos secretos (2015, Random House)

### Poesía
- Versos al recuerdo (1942, Talleres Gráficos Olivieri & Domínguez)
- Corazón del árbol (1943)
- Adiós desde la muerte (1948)
- El anticuario (1948)
- El solitario (1951)
- Lamentación mayor (1955, Colombo)
- El ángel del espejo (1959, Ed. Municipalidad de La Plata)
- Laúd (1960)
- Muerte del lobizón (1960)
- La trova (1962, Colombo)
- Panorama de afuera con gorriones (1963)
- La Plata mon amour (1993)
- Antología personal 1940-1976 (1981)
- Poesía gauchipolítica federal (1994)
- 45 poemas paleoperonistas (1997, en colaboración con Fermín Chávez)
- Lieder (1999)
- Veníd amada mía (2001, Theoría)
- Racconto (2004, Corregidor)
- Al pez (2007, El Búho)

### Otros
- Peregrino del aliento (1953)
- La pica de la Susona (1963)
- François Villon, raíx de iracunida (1963)
- Los campos grises de Simón Léclaire (1964)
- Dan del río (1965)
- Evita, mester de amor (1977, en colaboración con Fermín Chávez)
- Zingarella (1988)
- Estos locos bajitos por los senderos de su educación (1994)
- Ponce de León y el fuego (1998)
- John W. Cooke  (2005)

## Filmografía
- 2013: Beatriz Portinari. Un documental sobre Aurora Venturini (documental guionado, producido y dirigido por Agustina Massa y Fernando Krapp en el que Venturini aparece como ella misma).[28][29]

## Premios y distinciones
- 1948: Premio Iniciación por El solitario.[2]
- 1969: Premio Domani por Nosotros, los Caserta.[30]
- 1969: Premio Pirandello de Oro de la Colegiatura de Sicilia por Nosotros, los Caserta.[30]
- 1991: Ciudadana Ilustre del Partido de La Plata.[31]
- 2007: Premio de Nueva Novela Página/12 por Las primas.[3]
- 2010: II Premio Otras Voces, Otros Ámbitos por Las primas.[32]